# Яким Тупарев
Яким В. Тупарев е български революционер, охридски войвода на Вътрешната македоно-одринска революционна организация.

## Биография
Яким Тупарев е роден на 1 август 1883 година в град Охрид, тогава в Османската империя. Завършва трети клас и се занимава с търговия. Присъединява се към ВМОРО и става секретар-касиер на Охридския околийски комитет. При избухването на Балканската война в 1912 година е доброволец в Македоно-одринското опълчение в Сборна партизанска рота на МОО. По време на Охридско-Дебърското въстание е войвода на чета. През 1915 година е четник при Петър Чаулев, а по време на Първата световна война е в партизанската рота на Никола Лефтеров.